# Doellingeria
Doellingeria es un género de plantas herbáceas, perteneciente a la familia Asteraceae.

## Especies aceptadas deDoellingeria
A continuación se brinda un listado de las especies del género Doellingeria aceptadas hasta marzo de 2011, ordenadas alfabéticamente. Para cada una se indica el nombre binomial seguido del autor, abreviado según las convenciones y usos.
- Doellingeria dimorphophylla (Franch. & Sav.) G.L.Nesom
- Doellingeria infirma (Michx.) Greene
- Doellingeria komonoensis (Makino) G.L.Nesom
- Doellingeria longipetiolata (C.C.Chang) G.L.Nesom
- Doellingeria rugulosa (Maxim.) G.L.Nesom
- Doellingeria scabra (Thunb.) Nees
- Doellingeria sekimotoi (Makino) G.L.Nesom
- Doellingeria sericocarpoides Small
- Doellingeria sohayakiensis (Koidz.) G.L.Nesom
- Doellingeria umbellata (Mill.) Nees